# Buck Ram
Buck Ram född Samuel Ram 21 november 1907 i Chicago Illinois död 1 januari 1991 i Las Vegas Nevada, amerikansk kompositör, sångtextförfattare, musikarrangör och orkesterledare.
Ram är idag främst ihågkommen för att ha varit 1950-talsgruppen The Platters manager, till stor del ansvarig för gruppens musikframgångar.

## Skriva låtar (urval)
- "Only You"
- "(You've Got) The Magic Touch"
- "The Great Pretender"
- "Twilight Time" (text)